# Акаива
Акаива (яп. 赤磐市 Акаива-си) — город в Японии, находящийся в префектуре Окаяма. Площадь города составляет 209,43 км², население — 43 133 человека (1 августа 2014), плотность населения — 205,95 чел./км².

## Географическое положение
Город расположен на острове Хонсю в префектуре Окаяма региона Тюгоку. С ним граничат города Окаяма, Бидзен и посёлки Ваке, Куменан, Мисаки.

## Население
Население города составляет 43 133 человека (1 августа 2014), а плотность — 205,95 чел./км². Изменение численности населения с 1980 по 2005 годы:
| 1980 | 37 007 чел. |  |
| 1985 | 40 005 чел. |  |
| 1990 | 41 016 чел. |  |
| 1995 | 43 011 чел. |  |
| 2000 | 43 813 чел. |  |
| 2005 | 43 913 чел. |  |

## Символика
Деревом города считается сосна, цветком — цветок сакуры.